# 大聖依拉略教堂

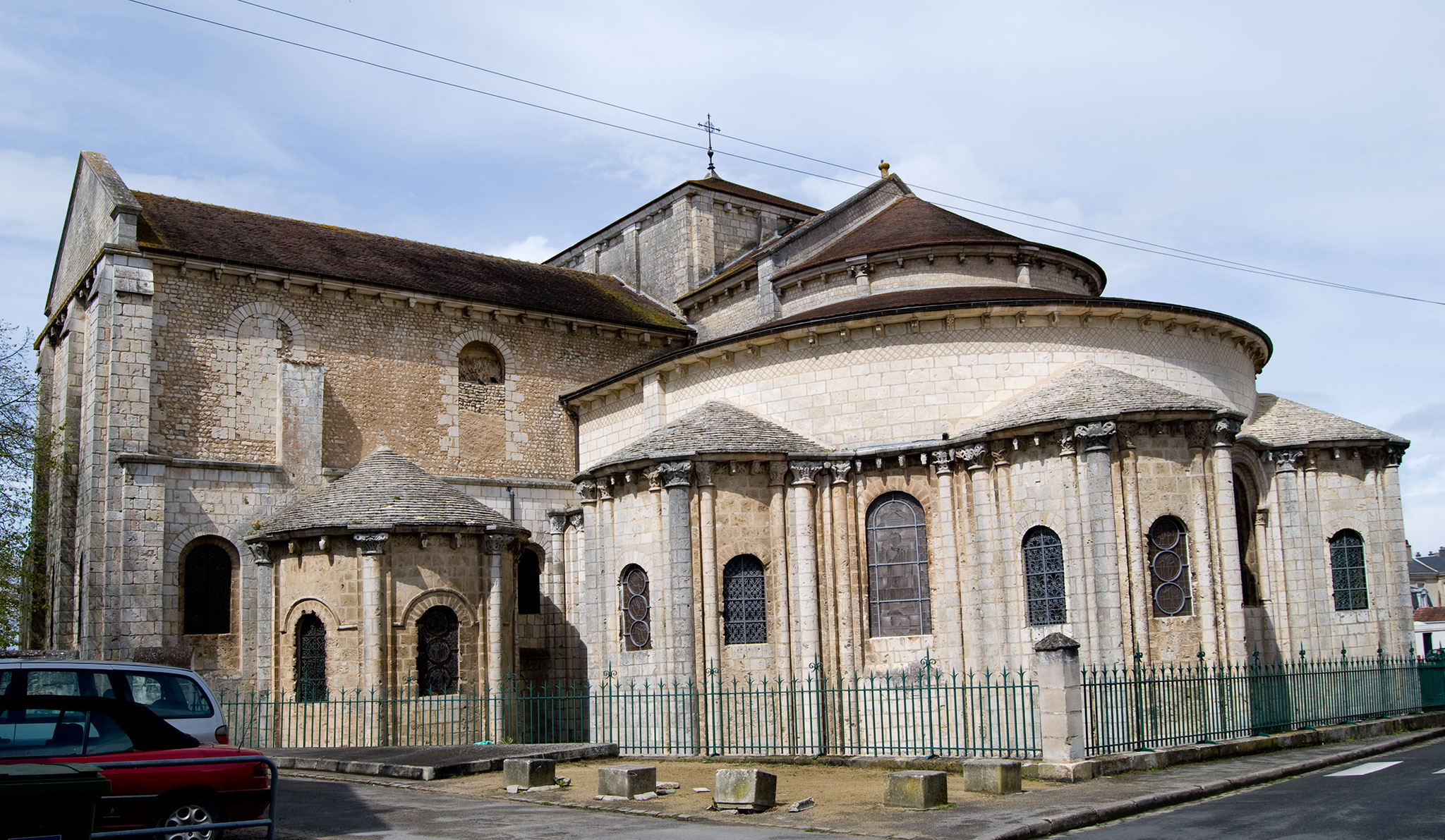
大聖依拉略教堂

大聖依拉略教堂（法語：Église Saint-Hilaire-le-Grand) 是位於法國城市普瓦捷的一個教堂。教堂的歷史可以追溯至11世紀，奉獻於1049年。教堂名稱取自於普瓦捷的依拉略。1840年，教堂被列入法國歷史紀念建築。